# Dorkas Kiefer
Dorkas Michaela Kiefer, née le 21 juin 1972 à Offenbach-sur-le-Main, est une actrice allemande, chanteuse et humoriste.

## Biographie
Dorkas, dont le nom signifie en grec gazelle, grandit à Braunfels. À neuf ans, elle joue dans une comédie musicale pour enfants à Wetzlar et apprend le chant, le piano, la danse et les claquettes. Ralph Siegel la remarque en 1988 et lui fait enregistrer dix chansons, mais elle se décide pour la comédie. Elle a joué dans différentes comédies musicales et représenté l'Allemagne avec le groupe Mekado au Concours Eurovision de la chanson 1994, qui termina troisième.
En 1996, elle fait ses débuts de comédienne dans la soap opera allemand Unter uns et pose nue pour le numéro d'août de l'édition allemande de Playboy. Elle joue ensuite dans plusieurs films et fait une tournée avec le chanteur Udo Lindenberg. Depuis 2007, elle joue le rôle d'Anna Siebert dans la série radiophonique "...und nebenbei Liebe".
Lors de la saison 2009, elle joue avec Martin Semmelrogge le rôle de Jolene Blenter dans "Le Trésor du lac d'argent" de Karl May lors du festival qui lui est consacré à Bad Segeberg.
Son frère Vinzenz est aussi acteur.

## Discographie
- 1989 : Face A : Ich hab Angst / Face B : Alles kann passieren
- 1990 : Face A : Wir sind stark genug / Face B : unzertrennlich
- 1991 : Face A : Oh Tom (Ich lieb dich noch immer) / Face B : Regen fällt
- 1992 : Face A : Ich hab geträumt, dass du mich liebst / Face B : Geh nicht heut Nacht

## Filmographie
- 1996 : Unter uns
- 1996 : Charleys Tante
- 1997 : Happiness (série TV)
- 1997 : Die Babysitterin – Schreie aus dem Kinderzimmer (TV)
- 1998 : Aimée & Jaguar
- 1998 : OP ruft Dr. Bruckner
- 1998 : Sperling (série TV)
- 1998 : Alerte Cobra : Schattenkrieger
- 1999 : Antrag vom Ex
- 1999 : Die Bademeister
- 1999–2002: Klinikum Berlin Mitte (série TV)
- 2000 : Höllische Nachbarn – Chaos im Hotel
- 2004 : Pride – Das Gesetz der Savanne
- 2005 : Siegfried
- 2007 : GG 19 – Eine Reise durch Deutschland in 19 Artikeln
- 2007 : Der falsche Tod (TV)
- 2007 : 24 heures pour s'aimer (TV)
- 2007 : Le secret du Loch Ness (TV)
- 2008 : L'amour taille XXL (TV)
- 2009 : Der Staatsanwalt
- 2011 : Der Bulle und das Landei – Babyblues (TV)

## Théâtre
- 2009 : Le Trésor du lac d'argent
- 2010 : Sei lieb zu meiner Frau
- 2011-2012 : Quand souffle le vent du nord
- 2023-2025: Non à l'Argent de Flavia Coste